# Dogville
Dogville er en engelsksproget, dansk film fra 2003, skrevet og instrueret af Lars von Trier og med bl.a. Nicole Kidman, Paul Bettany, Lauren Bacall, Chloë Sevigny, Stellan Skarsgård og James Caan på rollelisten. Den er en parabel, der bruger en ekstremt minimalistisk kulisse til at fortælle historieen om Grace (Kidman), en flygtning fra gangstere, der ankommer til den lille by Dogville og bliver givet asyl til gengæld for arbejde.
Filmen er den første i en planlagt trilogi med titlen USA - Mulighedernes land. Den næste film var Manderlay (2005), mens den tredje med den planlagte titel Wasington endnu ikke er lavet.
Filmen var med i konkurrencen om den prestigefyldte Guldpalme ved Filmfestivalen i Cannes 2003, men Gus van Sants Elephant vandt prisen. I 2004 modtog den Bodilprisen for bedste danske film.
Filmens scenografi har inspireret musikvideoen til det danske heavy metalband Volbeats sang Mary Ann's Place fra deres album Guitar Gangsters & Cadillac Blood (2008).

## Medvirkende
- Nicole Kidman som Grace
- John Hurt som Fortæller
- Paul Bettany som Tom
- Lauren Bacall
- Chloë Sevigny
- Stellan Skarsgård
- James Caan
- Patricia Clarkson
- Udo Kier

## Priser
| Pris                                           | Kategori                                                                  | Modtager og nomineret   | Resultat  |
| ---------------------------------------------- | ------------------------------------------------------------------------- | ----------------------- | --------- |
| Bodilprisen                                    | Bedst danske film                                                         | Lars von Trier          | Vundet    |
| Bodilprisen                                    | Bedste skuespillerinde                                                    | Nicole Kidman           | Nomineret |
| Bodilprisen                                    | Bedste mandlige birolle                                                   | Stellan Skarsgård       | Nomineret |
| Robert                                         | Bedste kostumier                                                          | Manon Rasmussen         | Vundet    |
| Robert                                         | Bedste manuskript                                                         | Lars von Trier          | Vundet    |
| Robert                                         | Bedste klipper                                                            | Molly Marlene Stensgård | Nomineret |
| Robert                                         | Bedste dansk film                                                         | Lars von Trier          | Nomineret |
| Robert                                         | Bedst scenograf                                                           | Anthony Dod Mantle      | Nomineret |
| Robert                                         | Bedst produktionsdesign                                                   | Peter Grant             | Nomineret |
| Robert                                         | Bedste mandlige birolle                                                   | Stellan Skarsgård       | Nomineret |
| Robert                                         | Bedst instruktør                                                          | Lars von Trier          | Nomineret |
| Cannes Film Festival                           | Palme d'Or                                                                | Lars von Trier          | Nomineret |
| European Film Awards                           | Best Cinematographer                                                      | Anthony Dod Mantle      | Vundet    |
| European Film Awards                           | Best Film                                                                 | Lars von Trier          | Nomineret |
| European Film Awards                           | Best Director                                                             | Lars von Trier          | Nomineret |
| European Film Awards                           | Best Screenwriter                                                         | Lars von Trier          | Nomineret |
| Goya Awards                                    | Best European Film                                                        | Lars von Trier          | Nomineret |
| Russian Guild of Film Critics                  | Russian Guild of Film Critics Golden Aries Award for Best Foreign Actress | Nicole Kidman           | Vundet    |
| Russian Guild of Film Critics                  | Best Foreign Film                                                         | Lars von Trier          | Vundet    |
| Italian National Syndicate of Film Journalists | Best Director                                                             | Lars von Trier          | Nomineret |
| Guldbagge Award                                | Best Foreign Film                                                         | Lars von Trier          | Nomineret |
| Golden Trailer Awards                          | Best Independent                                                          | Lars von Trier          | Nomineret |
| David di Donatello                             | Best European Film                                                        | Lars von Trier          | Vundet    |
| Copenhagen International Film Festival         | Ærespris                                                                  | Lars von Trier          | Vundet    |
| Cinema Brazil Grand Prize                      | Best Foreign Film                                                         | Lars von Trier          | Vundet    |
| Cinema Writers Circle Awards, Spain            | Best Foreign Film                                                         | Lars von Trier          | Vundet    |
| Guild of German Art House Cinemas              | Best Foreign Film                                                         | Lars von Trier          | Vundet    |
| Sofia International Film Festival              | Best Film                                                                 | Lars von Trier          | Vundet    |